# 戴夫·羅伯塞克
戴夫·羅伯塞克（Dave Loebsack；1952年12月23日—）是美國的一位政治人物。自2007年開始，他是愛奧瓦州第2選舉區選出的美國眾議院議員。他的黨籍是民主黨。他也是一所大學的名譽教授。 